# Jacques Boyvin
Jacques Boyvin (ca. 1649 – Rouen, 30 juni 1706) was een Frans componist en organist. Hij was organist-titularis van de Kathedraal van Rouen vanaf 1674 tot zijn dood. Zijn oeuvre omvat onder andere twee Livre d'Orgue; orgelstukken geschreven in de verschillende kerk-modi.

## Biografie

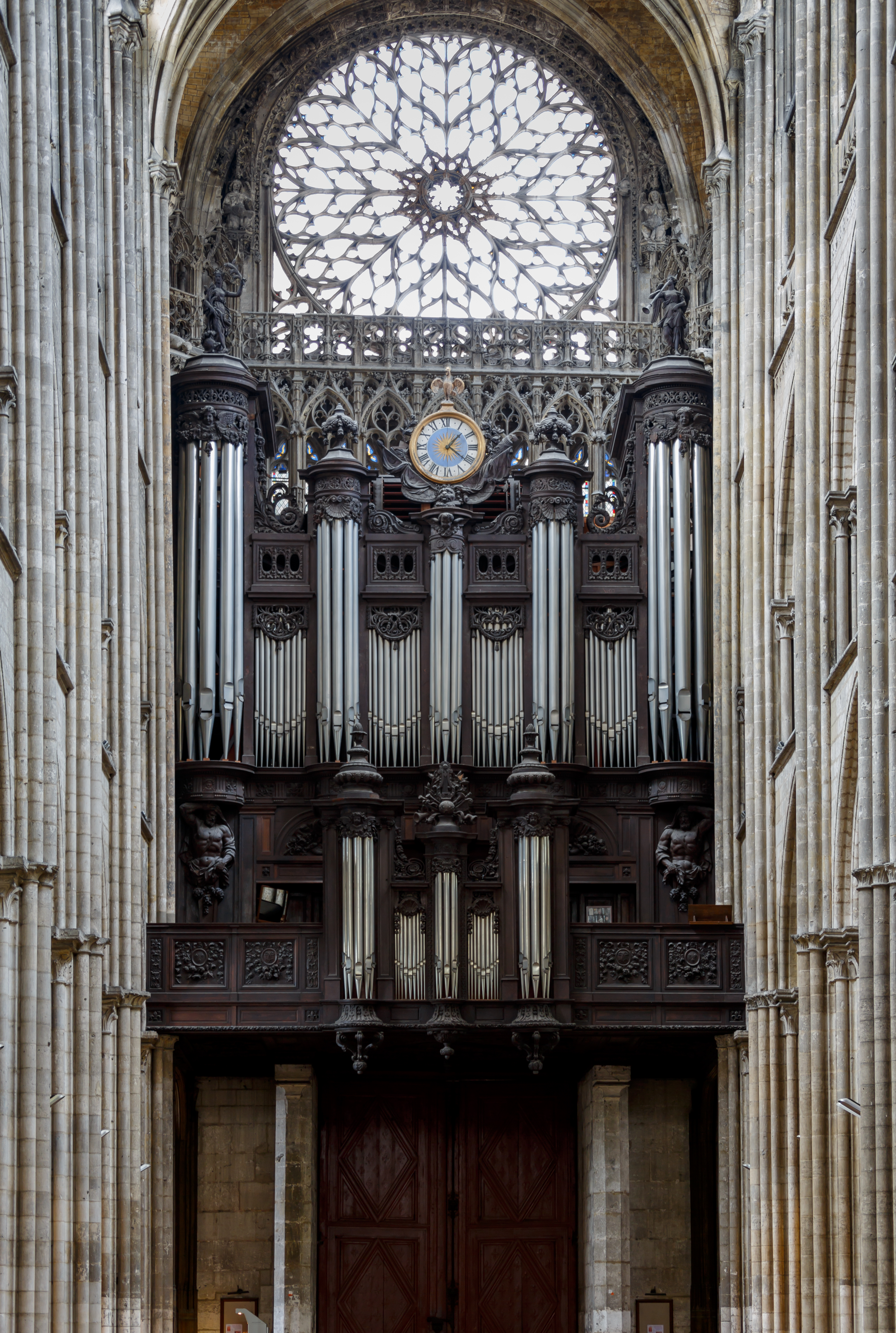
Kathedraalorgel van Rouen

Boyvin werd vermoedelijk geboren in Parijs, waar hij tevens studeerde. Een van zijn eerste aanstellingen als organist was in de Parijse kerk des Quinze-Vingts. In 1674 werd hij aangesteld als organist-titularis in de Kathedraal van Rouen, waarmee hij Jean Titelouze opvolgde. Daarnaast was hij organist van de Sint-Herblandkerk in Rouen en opzichter tijdens de herbouw van het kathedraalorgel van Clicquot. Boyvin was ook actief als organist-leraar: François d'Agincourt was een van zijn pupillen die hem na zijn dood opvolgde als organist-titularis in de kathedraal. Boyvin bleef organist-titularis van de kathedraal tot aan zijn dood op 30 juni 1706.